# Portugál labdarúgó-ligakupa
A Taça da Liga egy portugál labdarúgótorna, melyet 2007-ben alapítottak. A legsikeresebb csapat a Benfica hét győzelemmel.

## Döntők
| Szezon  | Győztes            | Eredmény        | Vesztes            | Dátum             | Helyszín                             |
| ------- | ------------------ | --------------- | ------------------ | ----------------- | ------------------------------------ |
| 2007–08 | Vitória de Setúbal | 0–0 (3–2 bünt.) | Sporting CP        | 2008. március 22. | Algarve Stadion, Faro/Loulé          |
| 2008–09 | Benfica            | 1–1 (3–2 bünt.) | Sporting CP        | 2009. március 21. | Algarve Stadion, Faro/Loulé          |
| 2009–10 | Benfica (2)        | 3–0             | Porto              | 2010. március 21. | Algarve Stadion, Faro/Loulé          |
| 2010–11 | Benfica (3)        | 2–1             | Paços de Ferreira  | 2011. április 23. | Estádio Cidade de Coimbra, Coimbra   |
| 2011–12 | Benfica (4)        | 2–1             | Gil Vicente        | 2012. április 14. | Estádio Cidade de Coimbra, Coimbra   |
| 2012–13 | Braga              | 1–0             | Porto              | 2013. április 13. | Estádio Cidade de Coimbra, Coimbra   |
| 2013–14 | Benfica (5)        | 2–0             | Rio Ave            | 2014. május 7.    | Estádio Dr. Magalhães Pessoa, Leiria |
| 2014–15 | Benfica (6)        | 2–1             | Marítimo           | 2015. május 29.   | Estádio Cidade de Coimbra, Coimbra   |
| 2015–16 | Benfica (7)        | 6–2             | Marítimo           | 2016. május 20.   | Estádio Cidade de Coimbra, Coimbra   |
| 2016–17 | Moreirense         | 1–0             | Braga              | 2017. január 29.  | Algarve Stadion, Faro/Loulé          |
| 2017–18 | Sporting CP        | 1–1 (5–4 bünt.) | Vitória de Setúbal | 2018. január 27.  | Estádio Municipal de Braga, Braga    |
| 2018–19 | Sporting CP (2)    | 1–1 (3–1 bünt.) | Porto              | 2019. január 26.  | Estádio Municipal de Braga, Braga    |
| 2019–20 | Braga (2)          | 1–0             | Porto              | 2020. január 25.  | Estádio Municipal de Braga, Braga    |
| 2020–21 | Sporting CP (3)    | 1–0             | Braga              | 2021. január 23.  | Estádio Dr. Magalhães Pessoa, Leiria |
| 2021–22 | Sporting CP (4)    | 2–1             | Benfica            | 2022. január 29.  | Estádio Dr. Magalhães Pessoa, Leiria |
| 2022–23 | Porto              | 2–0             | Sporting CP        | 2023. január 28.  | Estádio Dr. Magalhães Pessoa, Leiria |
| 2023–24 | Braga (3)          | 1–1 (5–4 bünt.) | Estoril            | 2024. január 27.  | Estádio Dr. Magalhães Pessoa, Leiria |

Megjegyzés: a bünt.-tel jelölt mérkőzések büntetőrúgás (tizenegyes) után dőltek el.

## Győztesek
| Csapat             | Győzelmek | Ezüstérmek |
| ------------------ | --------- | ---------- |
| Benfica            | 7         | 1          |
| Sporting CP        | 4         | 3          |
| Braga              | 3         | 2          |
| Porto              | 1         | 4          |
| Vitória de Setúbal | 1         | 1          |
| Moreirense         | 1         | 0          |
| Marítimo           | 0         | 2          |
| Paços de Ferreira  | 0         | 1          |
| Gil Vicente        | 0         | 1          |
| Rio Ave            | 0         | 1          |
| Estoril            | 0         | 1          |